# Alaudin Muhamad
Alaudin Muhamad, Ala ad-Din Muhammad II., perz. علاءالدین محمد خوارزمشاه, puno ime: Ala ad-Dunya wa ad-Din Abul-Fath Muhammad Sanjar ibn Tekish, bio je šah Horezmijskog Carstva od 1200. do 1220. godine. Njegov predak bio je turski rob, koji je na kraju postao tamošnji namjesnik male provincije zvane Horezm (Khwarizm). Možda je najpoznatiji zbog raspirivanja mongolske invazije na Horezmijsko Carstvo, što je rezultiralo njegovim potpunim uništenjem.